# كيفن جونسون (لاعب كرة قدم أمريكية أمريكي)
كيفن جونسون (بالإنجليزية: Kevin Johnson)‏ هو لاعب كرة قدم أمريكية أمريكي، ولد في 30 أكتوبر 1970 في لوس أنجلوس في الولايات المتحدة.

## وصلات خارجية
- كيفن جونسون على موقع مرجع كرة القدم المحترفة.كوم (الإنجليزية)
- كيفن جونسون على موقع JustSportsStats.com (الإنجليزية)